# Максимилиан Франц фон Фюрстенберг-Щюлинген
Максимилиан Франц фон Фюрстенберг-Щюлинген (на немски: Maximilian Franz cu Fürstenberg-Stühlingen; * 12 май 1634; † 24 октомври 1681, Страсбург) е ландграф на Фюрстенберг, господар на Щюлинген в Баден-Вюртемберг, господар на Хевен в Халзах, Хаузаух и Нойщат.

## Биография
Той е син на граф Фридрих Рудолф фон Фюрстенберг-Щюлинген (1602 – 1655) и първата му съпруга Мария Максимилиана фон Папенхайм († 1635), дъщеря на маршал Максимилиан фон Папенхайм, ландграф на Щюлинген (1580 – 1639) и Урсула Мария фон Лайнинген-Вестербург (1583 – 1638). Баща му Фридрих Рудолф се жени втори път на 8 април 1636 г. за графиня Анна Магдалена фон Ханау-Лихтенберг (1600 – 1673). Полусестра му Мария Франциска фон Фюрстенберг-Щюлинген (1638 – 1680) е омъжена на 11 юли 1655 г. за княз Херман Егон фон Фюрстенберг-Хайлигенберг (1627 – 1674).
Максимилиан Франц наследява баща си през 1655 г. Като единствен директен роднина на дядо си маршал Максимилиан фон Папенхайм, той наследява ландграфството Щюлинген и другите му територии. През 1680 г. той започва да строи манастирската църква в Щюлинген.
Максимилиан Франц фон Фюрстенберг-Щюлинген умира на 47 г. при падане от коня му на 24 октомври 1681 г. в епископския палат в Страсбург, когато иска да посрещне слънчевия крал Луи XIV. Погребан е в капуцинския манастир в Хазлах в Шварцвалд.

## Фамилия
Максимилиан Франц фон Фюрстенберг се жени на 15 май 1656 г. за Мария Магдалена фон Бернхаузен († 1702), дъщеря на фрайхер Йохан Вилхелм фон Бернхаузен († 1671) и Доротея Бларер фон Вартензе († 1675). Внук е на граф и ландграф Фридрих Рудолф фон Фюрстенберг-Щюлинген (1602 – 1655) и Мария Максимилиана фон Папенхайм († 1635), дъщеря на Максимилиан фон Папенхайм, ландграф на Щюлинген (1580 – 1639). Те имат седем деца:
- Изабела/Елизабет Мария Магдалена (* 22 юли 1658; † 14 декември 1719), омъжена 1686 г. във Виена за граф Йохан Вайхард Михаел Венцел фон Зинцендорф (* 9 януари 1656; † 1 октомври 1715), син на граф Йохан Йоахим фон Зинцендорф (1613 – 1665)
- Антон Мария Фридрих фон Фюрстенберг (* 3 август 1661; † 28 януари 1724, Залцбург), духовник в Айхщет
- Проспер Фердинанд Филип Мария Карл Франц (* 12 септември 1662, Щюлинген; † 21 ноември 1704, Ландау), ландграф на Фюрстенберг, господар на Щюлинген, женен на 30 ноември 1690 г. във Виена за графиня Анна София Евсебия фон Кьонигсег-Ротенфелс (* 23 юли 1674; † 17 януари 1731)
- Мария Сидония (* 22 юли 1664; † 28 октомври 1667)
- Леополд Мария Марквард (* 7 януари 1666; † 12 септември 1689, убит в Майнц), граф на Фюрстенберг-Щюлинген
- Мария Максимилиана Франциска (* 23 септември 1669; † 25 февруари 1670)
- дете (* 4 януари 1672; † 9 януари 1672)